# Радмила Шекеринска
Радмила Шекеринска Јанковска (Скопље, 10. јун 1972) македонска је политичарка. Тренутни је министар одбране Републике Северне Македоније као и заменик председника Владе Републике Северне Македоније. Радмила Шекеринска је била лидер македонске опозиције и председник СДСМ-а. Шекеринска је 2007. магистрирала дипломатију на престижној Флечеровој школи за право и дипломатију, Универзитет Тафтс, САД. Дипломирала је на Електротехничком факултету у Скопљу 1995. године. Говори енглески и француски језик. Добитник је награде Global Leaders of Tommorow коју додељује Светски економски форум.

## Политичке функције
Од 1993. године, члан је Централног одбора СДСМ у неколико мандата. Од 1995. до 1999. године, председник СДММ-а. Од 1995. године, члан председништва централног одбора СДСМ-а. Од 1997. и 1998. године, портпарол СДСМ-а. Од 1999. године, председник централног одбора СДСМ-а и међународни секретар партије. Од 1996. до 1998. године, члан Скупштине града Скопље.
Од 1998. до 2002. године посланик у Собрању Републике Северне Македоније. У овом периоду је била: заменик-координатор посланичке групе СДСМ, члан комисије за спољну политику, члан комисије за образовање и науку, члан комисије за животну средину, младе и спорт, члан делегације у Интерпарламентарној унији. Од 1. новембра 2002. до 25. август 2007, заменик председника Владе, задужена за Европске интеграције и координацију стране помоћи.
Од 12. маја 2004. до 12. јуна 2004. и од 3. новембра 2004 до 15. децембра 2004, била је премијер Северне Македоније.
Била је не функцији министра одбране од 2017. до 2022.